# The Golden Compass
The Golden Compass (Nederlands: Het gouden kompas) is een Amerikaanse film uit 2007. De film is gebaseerd op het boek Het Noorderlicht (1995) van Philip Pullman, het eerste deel van de trilogie His Dark Materials.
De film ging in première op 6 december 2007. Het script is geschreven door Chris Weitz en Tom Stoppard.
De film draaide ook in een Nederlands gesproken versie in de bioscopen. Distributeur RCV Entertainment besloot hiertoe toen tijdens een bezichtiging bleek dat de productie minder gruwelijk bleek dan verwacht. De Nederlandstalige versie van de avonturenfilm beleefde zijn première op 20 december, twee weken na de Engelstalige versie.
The Golden Compass won bij de Oscaruitreiking van 24 februari 2008 de prijs voor beste visuele effecten.
De verfilming van The Golden Compass, het eerste deel uit de reeks, bracht minder op dan verwacht en leverde veel protesten op van christelijke groeperingen en de katholieke kerk. De verfilming van resterende delen van de trilogie is daarmee komen te vervallen.

## Verhaal
Lyra Belaqua is een meisje in een parallelle wereld, waar mensen hun ziel niet in hun lichaam dragen, maar als een dier naast hen hebben. Dit dier heet een dæmon (spreek uit: daimon) Ze is door haar oom Lord Asriel, een bekend wetenschapper, in een weeshuis geplaatst. In deze wereld verdwijnen regelmatig kinderen, die van de straat gehaald worden door Lokkers. Lyra en haar beste vriend Roger doen de plechtige belofte dat, als een van hen beiden ontvoerd wordt, de ander de ontvoerde te hulp zal schieten.
Na een uit de hand gelopen spel met enkele straatjongeren (ze had de jongeren verteld dat er in het weeshuis een magische mantel ligt en wou daarom een schoolmantel stelen uit het directeursbureau) ziet ze hoe een lid van het Magisterium haar oom probeert te vermoorden door de wijn te vergiftigen. Ze kan dit verijdelen. Nadien hoort ze haar oom spreken over Stof, de enige verbindende schakel tussen de verschillende parallelle werelden in het universum. Ze raakt geïntrigeerd en vraagt haar oom of ze met hem mee mag op zijn expeditie naar de Noordpool, waar hij het Stof zou onderzoeken. Haar oom weigert en geeft haar de goede raad niet meer aan Stof te denken.
Enige tijd later wordt ze tijdens een diner in het weeshuis uitgenodigd aan de tafel van het schoolhoofd. Tijdens het diner komt Mevrouw Coulter, een rijke vriendin van de school aan deze tafel zitten, en vraagt Lyra of ze haar assistente wil worden op haar expeditie naar de Noordpool. Lyra, gefascineerd door de mooie vrouw, stemt in.
Die avond worden twee vrienden van Lyra ontvoerd: Roger en Billy. De ochtend van haar vertrek overhandigt het schoolhoofd haar een gouden voorwerp, een alethiometer. Hij zegt erbij dat het zeer belangrijk is dat Mevrouw Coulter niet weet dat zij het heeft.
Nadat Lyra enige tijd bij Mevr. Coulter woont, ontdekt ze dat zij voor het Magisterium werkt, de organisatie die het leven in de wereld bepaalt. Ze zou ook het hoofd zijn van de Lokkers, en van een programma dat “Intercisie” heet. Lyra vlucht, en wordt gered door de Zigeuzen, een volk dat rondreist en probeert te ontsnappen aan de invloed van het Magisterium. Ze hadden de vraag gekregen van Lord Asriel om over haar te waken. Een van de Zigeuzen is Ma Costa, de moeder van Billy. Bij dit volk leert Lyra de krachten van de alethiometer kennen. Dan blijkt dat ze met de alethiometer de toekomst kan lezen, een talent waarvan werd gedacht dat het niet meer bestond.
Ze reist verder met dit volk, en gaat na enige dagen aan land in het dorp Trollesund. Hier leert ze de aeronaut Lee Scoresby kennen, die zijn hulp aanbiedt aan Lyra, op voorwaarde dat zij hem helpt om een vriend van hem uit de problemen te halen. Die vriend blijkt Iorek Byrnison te zijn, een gepantserde beer of panserbjörne, de bewoners van de Noordpool. Iorek is verbannen nadat hij een één op één gevecht met een andere beer had verloren. Hierdoor moest hij zijn recht op de troon opgeven. Zijn pantser werd afgenomen door de mensen van Trollesund, en hij wordt verplicht om te werken als krachtpatser.
Nadat Lyra hem vertelt waar zijn pantser ligt, haalt Iorek het terug. De bevolking van Trollesund wil hem en Lyra doden, maar de Zigeuzen en Lee Scoresby kunnen dit verijdelen. Iorek heeft nu een contract met Lyra, doordat zij zijn leven redde.
De volgende nacht leidt de alethiometer Lyra en Iorek naar een vallei, waar ze Billy terugvinden. Hij is zeer verward en zwak, omdat hij gescheiden is van zijn dæmon. Nu weet Lyra ook wat Intercisie is: het scheiden van kinderen en hun dæmon.
Als ze terugkomen bij de Zigeuzen, wordt het kamp overvallen door de Samoyed, de bewoners van het gebied. Lyra wordt gevangengenomen en voor Koning Ragnar geleid, de koning der ijsberen.
Lyra weet dat Ragnar het meest van al een eigen dæmon wil, iets wat een ijsbeer niet kan hebben. Ze geeft zich uit voor de dæmon van Iorek en daagt Ragnar uit om Iorek te bevechten in een tweegevecht. Als Ragnar Iorek verslaat, zou Lyra Ragnars dæmon worden. Iorek komt om Lyra te redden. Als Lyra aan Iorek vertelt dat ze Ragnar heeft uitgedaagd, noemt Iorek haar Lyra Zilvertong omdat nooit eerder een beer door een list overwonnen werd.
Iorek verslaat Ragnar en eist zo zijn rechtmatige plaats als koning der ijsberen op. Hij blijft echter niet in het Rijk, maar reist voort met Lyra. Ze reizen voort naar het labo, maar raken gescheiden als een brug over een ijsspleet instort. Iorek gaat hulp halen, terwijl Lyra het lab binnendringt. Ze wordt echter gepakt en wordt naar de refter geleid. Daar vindt ze Roger terug, die haar een mogelijke ruimte toont waar ze haar alethiometer kan raadplegen. De ruimte bestaat uit gangen die boven de plafonds lopen in het gebouw. Lyra hoort stemmen en gaat erop af. Als ze onder de tafel zit hoort ze iedereen praten over stof. Ze stootte zich tegen een tafelpoot.
Ze wordt gevangen en in de intercisiemachine gestoken. Het proces is bijna voltrokken als Mevrouw Coulter de kamer binnenstormt en de machine stopt. Nadat Lyra en haar dæmon (deze heet Pantalaimon) hersteld zijn, legt Mevrouw Coulter uit dat intercisie uitgevoerd wordt om kinderen te beschermen tegen de (vermeende) schadelijke effecten van Stof, dat door het Magisterium gezien wordt als sporen van de oerzonde. Ook komt aan het licht dat Mevrouw Coulter Lyra’s moeder is en Lord Asriel haar vader. Lyra vlucht weg uit het lab en tijdens haar vlucht bevrijdt ze al de kinderen en vernielt ze de intercisiemachine. Hierdoor breekt er brand uit in het hele gebouw, dat door de brand wordt verwoest.
Voor het gebouw proberen de wachters de kinderen tegen te houden, maar met de hulp van de heksen, Zigeuzen, Iorek en Lee Scoresby worden de wachters verslagen. Mevrouw Coulter wordt gevonden en vertrekt om het lab van Lord Asriel te stoppen.
In de laatste scène liggen Lyra en Roger samen op het achterdek van het schip van Lee. Lyra geeft een overzicht van de zaken die ze nog wil doen. Het gaat hoofdzakelijk om taken in verband met het stoppen van het Magisterium. De film heeft niet echt een einde (er werd gezegd dat er een vervolg zou komen dat zou aansluiten op de film, maar daar was geen zekerheid over).

## Rolverdeling
| Personage                | Acteur               | Stemacteur Nederlandstalige nasynchronisatie | Stemacteur Vlaamse nasynchronisatie |
| ------------------------ | -------------------- | -------------------------------------------- | ----------------------------------- |
| Lyra Belacqua            | Dakota Blue Richards | Lizemijn Libgott                             | Hannah Lauwrys                      |
| Mrs. Coulter             | Nicole Kidman        | Hildegard van Nijlen                         | Ann Van den Broeck                  |
| Lord Asriel              | Daniel Craig         | Joep Sertons                                 | Christophe Haddad                   |
| John Faa                 | Jim Carter           | Hero Muller                                  | Lucas Dietens                       |
| Farder Coram             | Tom Courtenay        | Kees Coolen                                  | Kees Coolen                         |
| Serafina Pekkala         | Eva Green            | Hymke de Vries                               | Deborah De Ridder                   |
| Lee Scoresby             | Sam Elliott          | Arnold Gelderman                             | Wim Peters                          |
| Roger Parslow            | Ben Walker           | Jimmy Lange                                  |                                     |
| Ma Costa                 | Clare Higgins        | Beatrijs Sluijter                            | Marleen Maes                        |
| Hoofd Jordan College     | Jack Shepherd        | Wim van Rooij                                | Marc Lauwrys                        |
| Fra Pavel                | Simon McBurney       | Olaf Wijnants                                | Dimitri Verhoeven                   |
| Iorek Byrnison (stem)    | Ian McKellen         | Hans Hoekman                                 | David Davidse                       |
| Ragnar Sturlusson (stem) | Ian McShane          | Marcel Jonker                                | Marcel Jonker                       |
| Pantalaimon (stem)       | Freddie Highmore     | Maikel Nieuwenhuis                           | Steve Beirnaert                     |
| Mrs. Lonsdale            | Magda Szubanski      | Marjolein Algera                             | Jeannine Geerts                     |
| Bolvangar ambtenaar      | Jason Watkins        | Frans Limburg                                | Joost Claes                         |
| Zuster Clara             | Hattie Morahan       | Nathalie Haneveld                            | Afra Voesenek                       |

## Vertaald door
Voor nasynchronisatie:
- Marcel Jonker
- Cynthia de Graaff
- Nathalie Haneveld
- Joost Claes (Vlaamse versie)